# Air France-KLM
Air France-KLM este cea mai mare companie aeriană la nivel mondial ca cifră de afaceri, ce s-a format în anul 2004 prin fuziunea dintre operatorul aerian francez Air France și cel olandez KLM. Compania își are sediul pe Aeroportul Internațional Charles de Gaulle lângă Paris, Franța. Cele două foste companii operează în continuare sub vechile denumiri, însă în urma fuziunii a fost lansat un program comun de fidelitate, numit Flying Blue.
Cifra de afaceri în 2007: 24,1 miliarde Euro